# 靴フェティシズム

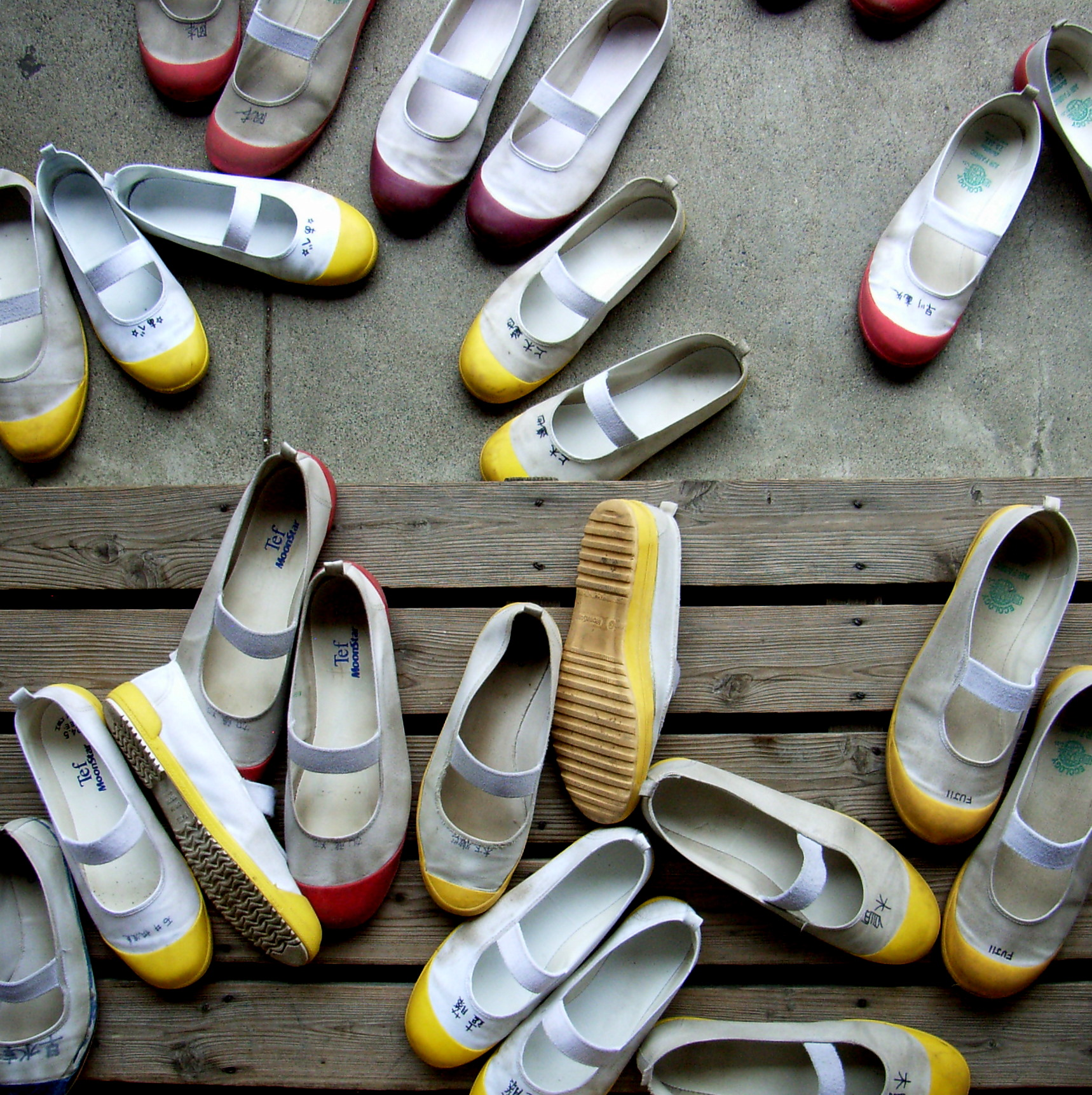
汚れた上履きは時にフェティシズムの対象となる。

靴フェティシズム（くつフェティシズム）とは、靴および特定の靴を履いた対象に対して（特に男性が女性の靴を対象として）著しい性的興奮をおぼえるフェティシズムの一種。対象となる靴の種類としては、ハイヒール、ブーツ、スニーカー、サンダルなど多種多様である。略称として靴フェチとも呼ばれる。

## 概要
純粋に靴に性的興奮を覚える場合、フェティシズムに分類される。通常の性行為よりも、靴による自慰行為のほうがより興奮をすることが多いため、靴フェティシズムを持つ者はほとんどの場合、恋人が居る場合でも理想の靴を追い求める。また、性的フェティシズムは固着した性衝動であるため、自身で抑制することが困難である。

## 特徴的な行動
純粋な靴フェティシズムの場合、自慰行為とともに次のような行動をとることが多い。
- 靴を手に取り観察する。
- 靴を舐める・キスする・先端などを口内に含む。
- 靴の内部の臭い（脂肪酸系の臭いや汗など）を嗅ぐ。
- 靴を用いて自らの性器を刺激する。
- 靴の外部や内部に射精する。

具体的なシチュエーションとしては、次のようなものが考えられる。靴フェティシズムの者はその事実を第三者に隠す傾向があるため、独りで行動することが多い。
- 彼女が寝静まったときに、独り玄関にて彼女のブーツの臭いを嗅ぐ。
- 友人や彼女を家に招いて、玄関で靴を並べるふりをして臭いを嗅ぐ。
- ボウリング場など靴を履き替える必要のある施設を好む。
- 彼女を酩酊させて土足のまま室内に上がらせる。
- 学校の下駄箱などで友人などの靴を履いたり、においを嗅ぐ。

稀に男性が男性の（女性が女性の）靴に性的興奮を覚える場合がある。スニーカー、ブーツ、ハイヒールなど一般的な靴が多いが、男性同士の場合トレッキングシューズやスパイクシューズ、ビジネスシューズといった特徴的な靴が好まれることがある。

## 事件
- 2006年
  - 1月 東京都西東京市の文華女子高校で女子生徒の上履き77足が盗難
  - 10月 大阪府四條畷市の市立小学校で警察官の24歳の男が5年生男児の上履き1足を窃盗
  - 11月 愛知県の自営業の28歳の男が倉庫に上履き約5000足
- 2007年
  - 8月 茨城県日立市の無職の35歳の男が中・高等学校計28校に進入し女子生徒の上履きを約50足窃盗
  - 10月 群馬県太田市の携帯電話販売店でアルバイトの29歳の男が女性店員の靴17足を窃盗
- 2021年
  - 4月 愛知県名古屋市中区の大須観音駅付近で「パンプス調査員」を名乗る男性が撮影と称して呼び止めた通行人の足のにおいをかぐ[3]。